# Indiana Jones and the Fate of Atlantis
Indiana Jones and the Fate of Atlantis és una aventura gràfica per a ordinador produïda per LucasArts i protagonitzada per Indiana Jones. Es publicà després de l'èxit del joc Indiana Jones and the Last Crusade i és considerada una de les millors aventures gràfiques de tots els temps, així com un clàssic del seu gènere. Fou el setè joc en fer servir el motor SCUMM.
El desembre de 2021, el grup de Projecte 'Ce Trencada' va traduir de manera comunitària i no oficial el joc en català.

## Sinopsi
La història comença l'any 1939 als magatzems del Barnett College de Nova York, on el doctor Indiana Jones, professor d'arqueologia i aventurer, hi busca una estatueta a petició d'un visitant que es fa dir Mr. Smith. Un cop trobada i mostrada al visitant, aquest l'obre amb una clau i en treu una peça esfèrica d'oricalc. Tot seguit, apunta amb una pistola al Dr. Jones i fuig amb l'estatueta i l'oricalc, però deixa enrere la seva jaqueta. Quan Indiana Jones la revisa descobreix que realment es tractava d'un agent del Tercer Reich anomenat Klaus Kerner. A més, també hi troba un retall de revista sobre una expedició en la que Jones va treballar amb Sophia Hapgood, una arqueòloga que va passar a dedicar-se a exercir de mèdium. Això el va decidir a anar a Nova York a advertir-la que els nazis poden estar-la buscant amb males intencions. Allà la interromp durant una lectura sobre la caiguda de l'Atlàntida i l'acompanya al seu apartament, que ha estat violat. No obstant, ella explica a Indiana que l'objecte més valuós que té és un penjoll que porta sempre posat. A més, posseeix també una peça d'oricalc, que interacciona amb el collaret per invocar al déu atlàntic Nur-Ab-Sal. Sophia sap a més que el doctor Hans Ubermann, un científic nazi, investiga els poders de l'Atlàntida per tal de fer-los servir com a arma de guerra.
Sophia entra després en contacte telepàtic amb Nur-Ab-Sal, que li ordena buscar l'Hermòcrates, un diàleg perdut de Plató, on s'hi explica com arribar a l'Atlàntida. La recerca primer del diari i després de la manera d'arribar a l'Atlàntida portarà a Indiana Jones a viure diverses aventures per tot el món.
El joc conté una escena que permet triar al jugador entre tres línies argumentals diferents. En una, el Dr. Jones buscarà l'Atlàntida juntament amb Sophia. En les altres dues ho farà sol, però en una d'elles amb més escenes que impliquen baralles i violència i en l'altra amb més situacions que requereixen resoldre trencaclosques i fer ús de la diplomàcia. Les tres vies porten però al mateix final de la història.